# Rainald Becker (Historiker)
Rainald Becker (* 1971) ist ein deutscher Historiker. Er lehrt als Professor für Europäische Regionalgeschichte sowie Bayerische und Schwäbische Landesgeschichte an der Universität Augsburg.

## Leben
Von 1992 bis 1998 studierte er Geschichte und Germanistik in Passau und München. Von 1994 bis 1997 war er Stipendiat der Studienstiftung des Deutschen Volkes. 1997/1998 erwarb er den Magister Artium und 1998/1999 das erste Staatsexamen für das Lehramt an Gymnasien. Von 1999 bis 2001 hatte er einen Forschungsaufenthalt („Assistente scientifico“) am Römischen Institut der Görres-Gesellschaft. Von 2001 bis 2016 war er wissenschaftlicher Mitarbeiter/Assistent am Lehrstuhl für Vergleichende und Bayerische Landesgeschichte mit besonderer Berücksichtigung des Mittelalters an der LMU. Nach der Promotion 2004 und der Habilitation 2010 vertrat er von 2011 bis 2015 die Professur für bayerische und fränkische Landesgeschichte an der Universität Bayreuth. Seit dem Sommersemester 2023 ist Becker – zunächst in Vertretung – Inhaber des Lehrstuhls für Europäische Regionalgeschichte sowie Bayerische und Schwäbische Landesgeschichte an der Universität Augsburg.
Seine Forschungs- und Arbeitsgebiete sind geistliche Eliten und Orden in Mittelalter und Früher Neuzeit, historische Geographie und Topographie, Wissen und Bildung in Humanismus und Barock und soziale und kulturelle Transfers zwischen Süddeutschland und Nordamerika im 18. und 19. und 20. Jahrhundert.